# Prionops poliolophus
Prionops poliolophus е вид птица от семейство Prionopidae. Видът е почти застрашен от изчезване.

## Разпространение
Видът е разпространен в Кения и Танзания.